# 山崎広太郎
山崎 広太郎（山崎 廣太郎、やまさき ひろたろう、1941年（昭和16年）9月3日 - 2021年（令和3年）3月11日）は、日本の政治家。福岡県福岡市長（2期）、衆議院議員（1期）、福岡市議会議員（5期）等を務めた。

## 概要
日本統治下の朝鮮全羅北道全州府（現韓国全羅北道全州市）に生まれる。1945年、第二次世界大戦敗戦を受け父親の郷里である島根県出雲地方へ引き揚げ。1946年に福岡県筑紫郡春日村（現春日市）へ転居。中学校時代に父親が蕎麦屋を開業し、山崎も蕎麦打ちを覚えて家業を手伝った。1960年、福岡県立修猷館高等学校を卒業。九州大学法学部政治学科に入学し、1965年に卒業。大学卒業後は自由民主党福岡県支部に勤務する。
1971年、福岡市議会議員選挙に立候補し、初当選。以後5期19年にわたり福岡市議を務める。市議時代は自民党に所属した。1985年、福岡市議会議長に就任し、1990年まで務めた。1989年、第47代全国市議会議長会会長に就任。1990年に福岡市議を辞職し、翌1991年に福岡県知事選挙に無所属で立候補したが、現職の奥田八二知事に敗れ、落選した。1993年、前年に結党された日本新党公認で第40回衆議院議員総選挙に旧福岡県第1区（定数6）から立候補。新党ブームに乗り、自民党の山崎拓や太田誠一、日本社会党の松本龍、公明党の神崎武法、社会民主連合の楢崎弥之助ら、同区選出の有力議員らを抑えてトップ当選を果たした。衆院議員在職中は地方分権特別委員会の理事を務め、地方分権一括法の制定に取り組む。1996年、第41回衆議院議員総選挙に新進党公認で福岡県第2区から立候補したが、自民党の山崎拓に敗れた。
1998年、福岡市長選挙に無所属で立候補。現職の桑原敬一市長を破り、当選した。2002年の福岡市長選では、自民・民主・公明・自由・保守の与野党5党から推薦を受け、再選。市長在任中、2016年の夏季オリンピック開催地に名乗りを上げたが、2006年8月30日に開催されたJOCの立候補都市選定委員会における投票の結果、22対33で東京都が選出された。
2006年、市職員の飲酒運転による幼児3名の死亡事故の責任を取り、10月分の給与の20%減額を発表の上、陳謝した。同年11月の福岡市長選では、3選を目指し自民党推薦で立候補したが、民主・社民2党の推薦を受けた新人の吉田宏に約2万票差で敗れ、政界からの引退を表明。
2008年、NPO法人ライオンズの森プロジェクトを自ら設立。ライオンズクラブで国際的に協力を得てマングローブの森をつくるプロジェクトに尽力している。
2012年、旭日重光章を受章。
2021年3月10日、自宅で倒れているところを家族に発見され、福岡市内の病院へ緊急搬送されたが、翌11日0時41分、脳内出血のため、死去。79歳没。死没日をもって従四位に叙される。

## 著書
- 『紙一重の民主主義』PHPパブリッシング、2012年、ISBN 978-4904302965